# Haberfeldstadion
Het Haberfeldstadion (Hebreeuws: אצטדיון הברפלד) is een multifunctioneel stadion in Risjon Letsion, een stad in Israël. Tussen 1993 en 2003 werd dit stadion het gemeentestadion of Risjon Letsionstadion genoemd. Het stadion is vernoemd naar Haim Haberfeld (1931–2002), Israëlisch vakbondsleider en voorzitter van de Israëlische voetbalbond. Het stadion had als bijnaam 'Superlandstadion'.
In het stadion is plaats voor 6.900 toeschouwers. Het stadion werd geopend in 1993.
Het stadion wordt vooral gebruikt voor voetbalwedstrijden, de voetbalclub Hapoel Rishon LeZion maakt gebruik van dit stadion. Er werd ook gebruik van gemaakt op het Europees kampioenschap voetbal onder 16 van 2000. Op dat toernooi werden er drie groepswedstrijden en de kwartfinale tussen Rusland en Nederland gespeeld. In 2015 werden hier weer wedstrijden gespeeld op een internationaal toernooi. Dit keer het Europees kampioenschap voetbal vrouwen onder 19. Er werden drie groepswedstrijden gespeeld.